# Бианки, Виталий Валентинович
Вита́лий Валенти́нович Биа́нки (30 января [11 февраля] 1894[…], Санкт-Петербург — 10 июня 1959[…], Ленинград) — русский советский писатель

, автор многих произведений для детей, орнитолог, педагог и журналист.

## Биография
Отец — Валентин Бианки (1857—1920) — был учёным и работал в орнитологическом отделении Зоологического музея Академии наук. Известно, что род Бианки в России появился в начале XIX века. Одна ветвь рода имела итало-швейцарские корни, другая — немецкие. Прадед Виталия Бианки был известным оперным певцом. Перед турне по Италии по просьбе своего импресарио поменял немецкую фамилию Вайс (нем. weiß означает «белый») на Бианки (итальянское bianco тоже означает «белый»).
Мать — Клара Андреевна (урождённая Клара Эмма Матильда Бланк, ?—1915)
Поступил на естественное отделение физико-математического факультета Петроградского университета.
В молодости играл в футбольных командах Санкт-Петербурга в играх чемпионата города. Выступал за клубы «Петровский» (1911 год), «Нева» (1912), «Унитас» (1913—1915, 1916 весна). Обладатель Весеннего кубка Санкт-Петербурга 1913 года.
В феврале 1916 года женился на дочери титулярного советника Зинаиде Александровне Захаревич.
В 1916 году был призван в армию. После окончания ускоренных курсов Владимирского военного училища в чине прапорщика был направлен в артиллерийскую бригаду.
В феврале 1917 года был избран в Совет солдатских и рабочих депутатов. Вошёл в партию эсеров. Был членом комиссии по охране художественных памятников Царского Села. Весной 1918 года вместе со своей частью оказался на Волге. Летом 1918 года Бианки стал работать в самарской газете «Народ» (издавалась с сентября по декабрь 1918 Агитационным культурно-просветительным отделом эсеровского Комуча).
В связи с наступлением войск Красной армии Бианки эвакуировался из Самары и жил некоторое время в Уфе, Екатеринбурге, затем снова в Уфе, потом в Томске и, наконец, осел в Бийске. Здесь был мобилизован в армию Колчака. После дезертирства скрывался под чужой фамилией. В это время по документам он был Виталием Беляниным, студентом Петроградского университета и орнитологом-коллектором Зоологического музея Российской Академии наук. Двойная фамилия Бианки-Белянин осталась у него до конца жизни.
После установления Советской власти в Бийске Бианки стал работать в отделе народного образования по музейной части. Работая в отделе народного образования, был назначен заведующим музеем. Позднее стал также и преподавателем школы имени III Коминтерна.
Бианки был активным участником Бийского общества любителей природы, читал в Алтайском народном университете лекции по орнитологии. Живя в Бийске, организовал две научные экспедиции на Телецкое озеро.
К концу 1920 года его первый брак распался. В Бийске Бианки работал в школе второй ступени (бывшей гимназии) преподавателем биологии. Там он познакомился с преподавательницей французского и немецкого языков Верой Николаевной Клюжевой. 6 мая 1921 зарегистрировали брак, 13 числа обвенчались в местной церкви.
В 1921 году дважды арестовывался ЧК Бийска, отсидел три недели в тюрьме в качестве заложника. В сентябре 1922 года был предупреждён о возможном аресте, и, оформив командировку, отправился с семьёй в Петроград.
В 1922 году жил с семьей в Саблино (Тосненский район) на Экскурсионной базе Петроградского государственного университета, которой заведовал его брат Лев Бианки. Здесь написал повесть «На великом морском пути» и сказку «Лесные домишки» (1923). Рассказ «Засони» — о летучих мышах Саблинских пещер.
В начале 1930-х годов семья Бианки отдыхала на даче под Вырицей (Гатчинский район), где родился замысел книги «Страна зверей».
В 1923 году в журнале «Воробей» опубликовал свой первый рассказ «Путешествие красноголового воробья», а затем выпустил книжку «Чей нос лучше?».
В конце 1925 года Бианки был снова арестован и приговорён за участие в несуществующей подпольной организации к трём годам ссылки в Уральск. В 1928 году, благодаря многочисленным ходатайствам, в том числе и Максима Горького, обратившегося к Генриху Ягоде, получил разрешение переехать в Новгород, а затем и в Ленинград. В ноябре 1932 года последовал новый арест. Через три с половиной недели был освобождён за отсутствием улик.
В марте 1935 года Бианки как «сын личного дворянина, бывший эсер, активный участник вооружённого восстания против советской власти» был ещё раз арестован и приговорён к ссылке на пять лет в Актюбинскую область. Благодаря заступничеству Екатерины Пешковой ссылка была отменена, и Бианки был освобождён. С 1924 по 10 июня 1959 года (за исключением ссылок и эвакуации) проживал в Ленинграде по адресу Васильевский остров, Малый проспект, дом № 4.
В эти годы перед Великой Отечественной войной В. Бианки организовал у себя дома в Ленинграде «литературную школу». Учениками школы были Николай Сладков, Алексей Ливеровский, Зоя Пирогова, Кронид Гарновский, Святослав Сахарнов и другие, ставшие позднее известными писателями. В. В. Бианки стал руководителем и наставником известного учёного-селекционера и начинающего писателя Нины Павловой. В своём девятом прижизненном издании книги «Лесная газета» В. Бианки опубликовал 28 рассказов Н. Павловой.
Во время Великой Отечественной войны В. Бианки из-за болезни сердца не был призван в армию, эвакуировался на Урал, затем вернулся в Ленинград.
В последние годы жизни тяжело болел. В 1949 году перенёс инфаркт, а затем два инсульта. Системное заболевание сосудов вызывало сильные боли в ногах, почти полностью лишавшие его возможности ходить. В 1950-е годы участвовал в выпусках ежемесячной детской радиопередачи «Вести из леса». Скончался 10 июня 1959 года. Похоронен на Богословском кладбище (Сосновская дорожка, уч. 56); на могиле — надгробие работы скульптора Жермен Меллуп, внесено в Перечень объектов исторического и культурного наследия федерального (общероссийского) значения.

## Семья
Первая жена (с 1916) — Зинаида Александровна Захаревич. Сын — Михаил Александрович Захаревич (1918—1965).
Вторая жена (с 1921) — Вера Николаевна Клюжева (1894—1972).
Дочь Елена (1922—2009), художник-иллюстратор, была замужем за химиком Алексеем Алексеевичем Ливеровским.
Сыновья Виталий (1926—2021), орнитолог, соавтор биографии отца в серии ЖЗЛ. Валентин (1932—1970)

## Литературная деятельность
Книги Бианки раскрывают мир природы, учат проникать в её тайны. Язык лёгкий и красочный, обращён непосредственно к воображению ребёнка.
«Лесная газета на каждый год» (1-е изд., 1928) имеет оригинальную литературную форму: с помощью газетных приёмов — телеграмма, хроника, объявление, фельетон, — дан календарь лесной жизни на каждый месяц. В ней двенадцать глав-номеров — по одному номеру на каждый месяц. Год начинается с весеннего равноденствия, 1-й месяц — с 21 марта по 20 апреля и так далее. «Лесная газета» выросла из «газетного отдела» журнала «Новый Робинзон», где Бианки из номера в номер вёл фенологический календарь природы. При жизни автора «Лесная газета» многократно дополнялась и переиздавалась (9-е изд., 1958). Изображение обложки книги «Лесная газета» 1949 года и упоминание имени автора имеется в тексте БСЭ 2-го издания. В настоящее время (2000-е годы) обычно издаётся в сокращении.
В основном Бианки открывал для себя родную природу на своей даче в Лебяжьем. На даче часто собирались представители научной общественности Петербурга.
Бианки написал более трёхсот рассказов, сказок, повестей и статей, выпустил 120 книг, которые напечатаны общим тиражом в 40 миллионов экземпляров. В Советском Союзе книги Бианки широко использовались в детских садах и в начальной школе.
Бианки сыграл существенную роль в судьбе детского писателя Святослава Владимировича Сахарнова. Сахарнов считал Бианки своим учителем. Учеником и последователем Бианки является также Николай Иванович Сладков.
Вот его некоторые произведения для детей:
- Анюткина утка
- Водяной конь
- Где раки зимуют
- Глаза и уши
- Зелёный пруд
- Как муравьишка домой спешил
- Как я хотел зайцу соли на хвост насыпать
- Красная горка
- Кто чем поёт?
- Кузяр-бурундук и Инойка-медведь
- Кукушонок
- Лесные домишки
- Лесные разведчики
- Люля
- Макс
- Приключения мышонка Пика
- Небесный слон
- Оранжевое горлышко
- Первая охота
- Росянка — комариная смерть
- Рыбий дом (в соавторстве с Анной Акимкиной)
- Снежная книга
- Сова
- Теремок
- Терентий-тетерев
- Хвосты
- Чей нос лучше?
- Чьи это ноги?

.

## Экранизации
- м/ф Высокая горка (1951)
- м/ф Оранжевое горлышко (1954)
- м/ф Муравьишка-хвастунишка (1961)
- х/ф Тропой бескорыстной любви (1971)
- м/ф Мышонок Пик (1978)
- х/ф Рысь выходит на тропу (1982)
- м/ф Путешествие муравья (1983)
- х/ф Рысь возвращается (1986)
- х/ф Рысь идёт по следу (1994)
- м/ф Первая охота (2006)

## Память
- Имя В. В. Бианки присвоено Бийскому краеведческому музею.
- В его честь названы улицы в Великом Новгороде, Ростове-на-Дону, Осе, Боровичах, селе Чарышском.
- Многие общественные детские библиотеки носят имя В. В. Бианки (в Новосибирске, Москве, Нижнем Новгороде, Великом Новгороде, Перми, Санкт-Петербурге).
- В июле 2008 года на добровольные пожертвования жителей в память о Бианки в прибрежной полосе Финского залива, на территории посёлка Лебяжье общей площадью 20,1 га был создан охраняемый природный ландшафт «Поляна Бианки» — первая в России муниципальная ООПТ[24].
- 9 января 2019 года Банк России выпустил в обращение памятную серебряную монету номиналом 2 рубля «Писатель В. В. Бианки, к 125-летию со дня рождения (11.02.1894)» серии «Выдающиеся личности России»[25].
- В 2019 году к 125-летию со дня рождения Виталия Бианки выпущен почтовый художественный маркированный конверт.
- В его честь в городе Бийске названа школа № 4.
- В Санкт-Петербурге в доме где он жил на углу 3-й линии Васильевского острова и Малого проспекта установлена мемориальная доска.